# Joey Lauren Adams
Joey Lauren Adams (North Little Rock, 9 januari 1968) is een Amerikaans filmactrice.
Adams verhuist in 1989 naar Los Angeles om te proberen daar actrice te worden. Na korte verschijningen in Exorcist II: The Heretic (1977) en Coneheads (1993), speelt ze voor het eerst een echte rol als Simone Kerr  in Dazed and Confused (1993).
Adams speelt voor het eerst de hoofdrol in een film in Chasing Amy van regisseur Kevin Smith, die het verhaal losjes baseerde op de relatie die hij tot kort daarvoor met Adams had. Eerder speelde ze ook in zijn film Mallrats (1995), later in Smiths Jay and Silent Bob Strike Back (2001).
Sindsdien speelde ze onder meer een hoofdrol in The Big Empty (2003) en een bijrol als de zus van Jennifer Anistons personage in The Break-Up (2006).

## Trivia
- Voor de romantische drama/komediefilm Chasing Amy schreef Adams zelf het nummer dat ze daarin zingt. Voor haar rol in de film won ze een Chicago Film Critics Association Award, een Las Vegas Film Critics Society Award (beide als 'Most Promising Actress') en werd ze genomineerd voor een Golden Globe.
- Ze wordt in films soms aangezien voor Renée Zellweger.
- Ze zat samen met Vince Vaughn in de videoclip These Arms van Dwight Yoakam.
- Ze had relaties met Vince Vaughn en Kevin Smith (sinds Mallrats, maar het ging uit vlak voor Chasing Amy)

## Filmografie

### Films vanKevin Smith
- 1995: Mallrats als Gwen Turner
- 1996: Drawing Flies als Hippy Chick (op de titelrol als Lauren Lyle)
  - Drawing Flies is niet echt een Kevin Smith-film (hij schreef en regisseerde deze film niet), maar wel een View Askew-film en hij produceerde deze film ook en speelde mee als zichzelf (maar stond op de titelrol juist weer als Silent Bob).
- 1997: Chasing Amy als Alyssa Jones
- 2001: Jay and Silent Bob Strike Back als Alyssa Jones

### Enkele andere films
- 1977: Exorcist II: The Heretic als Linda Tuskin
- 1993: Coneheads (met Dan Aykroyd)
- 1993: Dazed and Confused als Simone Kerr
- 1994: Sleep with Me (met Eric Stoltz)
- 1994: S.F.W. (met Stephen Dorff en Reese Witherspoon)
- 1996: Bio-Dome
- 1996: Michael (met John Travolta)
- 1997: Chasing Amy
- 1999: Big Daddy (met Adam Sandler)
- 2001: Harvard Man (met Sarah Michelle Gellar) en wederom Eric Stoltz
- 2001: Dr. Dolittle 2 als de stem van Squirrel
- 2002: Remembering Charlie
- 2002: Beeper
- 2002: Grand Champion
- 2003: The Big Empty
- 2006: The Break-Up
- 2007: Bunny Whipped
- 2008: Trucker
- 2009: ExTerminators

### TV
Ze speelde drie keer (een andere) gastrol in Married... with Children. Verder speelde ze onder meer in de televisieserie Veronica Mars (één aflevering).

## Prijzen
- Voor Chasing Amy:
  - genomineerd voor de MTV Movie Awards voor beste kus en Best Breakthrough Performance
  - genomineerd voor de Golden Globe voor Best Performance by an Actress in a Motion Picture - Comedy/Musical
  - Sierra Award gewonnen voor meest belovende actrice
  - CFCA Award gewonnen voor meest belovende actrice